# Riedelia microbotrya
Riedelia microbotrya är en enhjärtbladig växtart som beskrevs av Theodoric Valeton. Riedelia microbotrya ingår i släktet Riedelia och familjen Zingiberaceae. Inga underarter finns listade i Catalogue of Life.